# Język leti
Język leti – język austronezyjski używany w prowincji Moluki we wschodniej Indonezji, na wyspie Leti. Według danych z 1995 roku posługuje się nim 7500 osób.
Dzieli się na dwa główne dialekty: wschodni i zachodni. Jest bliski leksykalnie językowi luang. K.B. Taber i M.H. Taber (2015) uznają leti za jeden z dialektów luang.
Jego użytkownicy zamieszkują pięć z siedmiu wsi na wyspie Leti. Skupiska migrantów z ludu Leti są obecne w Dżakarcie, Kupangu i mieście Ambon. W użyciu jest także język indonezyjski.
Jest jednym z lepiej udokumentowanych języków Moluków. Pewne informacje nt. tego języka (po niderlandzku) ukazywały się w XIX i XX w. W 1932 r. wydano opis gramatyki i słownictwa (Lettineesche taalstudiën). Nowsze opracowanie sporządził Aone van Engelenhoven (Leti, a Language of Southwest Maluku, 2004) .
Nie jest przeważnie zapisywany. W komunikacji pisanej wykorzystywany jest zasadniczo język indonezyjski.